# Caligus thyrsitae
Caligus thyrsitae is een eenoogkreeftjessoort uit de familie van de Caligidae. De wetenschappelijke naam van de soort is voor het eerst geldig gepubliceerd in 1972 door Kazachenko, Korotaeva & Kurochkin.